# Bob Wollek
 (novembre 2024).
Si vous disposez d'ouvrages ou d'articles de référence ou si vous connaissez des sites web de qualité traitant du thème abordé ici, merci de compléter l'article en donnant les références utiles à sa vérifiabilité et en les liant à la section « Notes et références ».

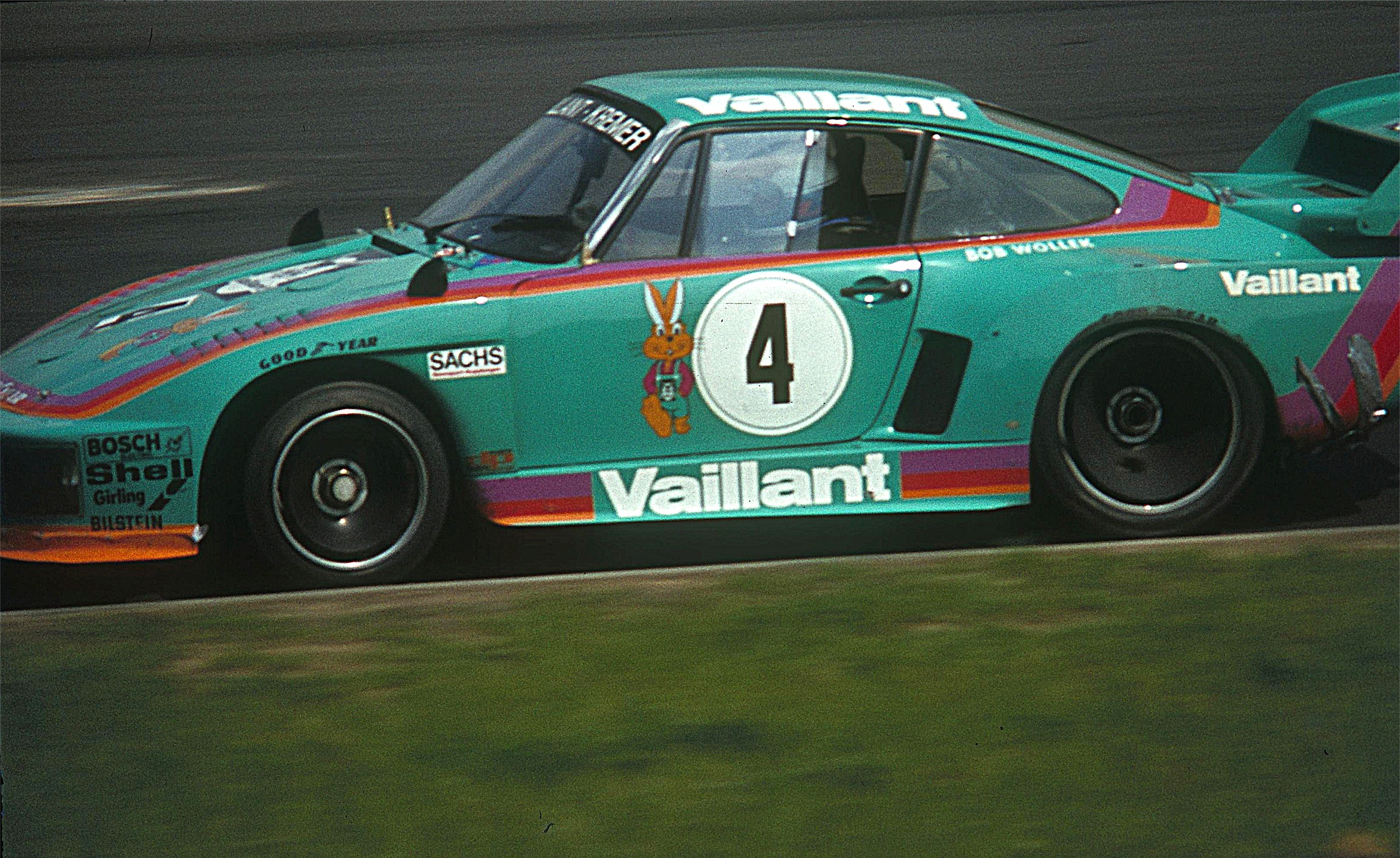
Bob Wollek sur Porsche 935 au Nürburgring 1977

Bob Wollek, né Robert Jean Wollek le 4 novembre 1943 à Strasbourg et mort le 16 mars 2001 à Sebring aux États-Unis, est un pilote de course automobile français qui remporta 27 victoires en Championnat du monde des voitures de sport.

## Biographie

### Enfance et formation
Bob Wollek commence sa carrière sportive sur les skis. Champion du monde militaire, puis universitaire, il intègre l'équipe de France de 1966 à 1968.

### Carrière
Durant cette période, il fait ses débuts en sport automobile en participant avec un ami au Rallye du Mont-Blanc sur une Renault 8 Gordini. Mais cette première incursion sur quatre roues, bien que se soldant par un premier succès, n'est rien d'autre qu'un divertissement pour Wollek, qui donne la priorité au ski et qui a d'ailleurs en ligne de mire les Jeux olympiques d'hiver de 1968 à Grenoble. Mais lors des sélections, il se blesse gravement et doit mettre un terme à sa carrière de skieur.
Il décide alors de se réorienter dans le sport automobile, d'abord en rallye, puis sur la piste. Deuxième du Volant Shell, puis vainqueur du Trophée Alpine, il décroche un volant pour les 24 Heures du Mans 1968, qu'il termine à la 11e place sur une Alpine 1300. Vainqueur du Grand Prix de Paris en 1971 sur Lola T70 devant Ballot-Léna, il se tourne ensuite vers la monoplace mais quelques belles performances dans le championnat d'Europe de Formule 2 sur une Brabham BT38 (notamment une victoire à Imola en 1972) ne lui permettent pas de forcer les portes de la Formule 1.
Progressivement, il se spécialise dans les épreuves d'endurance, dont il ne tarde pas à s'affirmer comme l'un des meilleurs spécialistes mondiaux, tout en devenant l'un des hommes de confiance du constructeur allemand Porsche. Cet attachement à la firme de Stuttgart se traduit par le record de victoire dans la Porsche Cup avec sept titres en 1976, 1977, 1978, 1981, 1982, 1983 et 1989 (en gagnant également une Supercoupe SAT 1 (de) en cette dernière année, sur Sauber C9 cette fois). Malgré des titres et victoires absolues nombreux et majeurs en carrière sur longues distances (chronologiquement victorieux des 200 miles du Norisring en 1976, 1978 et 1979, des 6 Heures d'Hockenheim en 1977, des 6 Heures de Vallelunga, des 6 Heures de Dijon et des 6 Heures de Misano en 1978, des 1 000 kilomètres du Nürburgring, des 6 Heures de Silverstone et des 6 Heures de Mugello en 1979, des 1 000 kilomètres de Suzuka en 1981 et 1994, du Deutsche Rennsport Meisterschaft en 1982 et 1983 (2e en 1977 et 1981, 3e en 1976 et 1978), du Championnat d'Europe des voitures de sport en 1983, des 24 Heures de Daytona en 1983, 1985, 1989 et 1991, des 1 000 kilomètres de Monza et du Mugello en 1983, des 12 Heures de Sebring -avec A. J. Foyt-, des 1 000 kilomètres de Spa et des 300 kilomètres de Sears Point en 1985, des 1 000 kilomètres de Brands Hatch, des 500 kilomètres de Colombus et des 360 kilomètres de Monza en 1986, de l'Eifelrennen en 1988 et 1989, des 9 Heures de Kyalami en 1988, des 6 Heures du Castellet en 1994,..), Bob Wollek ne parviendra pourtant jamais à accrocher à son palmarès le classement général des 24 Heures du Mans, et cela malgré de nombreux bons résultats (3 poles, 4 victoires de catégories et 6 podiums: 4 fois en 2e place et 2 fois en 3e). En 1983 il devient aussi l'unique Champion d'Europe d'endurance à ce jour (alors 8 épreuves longues au calendrier, dont Le Mans).
Il a remporté 76 courses dans sa carrière, de 1970 à 1994, dont 71 au volant d'une Porsche (les autres victoires ayant été obtenues sur Alfa Romeo, Lola, Chevron, Citroën et Lancia).

### Mort
Bob Wollek meurt dans un accident de vélo, percuté par une voiture.

### Vie privée
Bob Wollek est le fils de Alfred Wollek qui tenait le Garage Wollek place de Haguenau à Strasbourg et résidait dans une grande propriété entourée de prés et de chevaux à Berstett. Il est inhumé à Klingenthal en Alsace (où il fut baptisé), au cimetière protestant.

## Postérité
Aujourd'hui son ancienne Formule 2 aux mains de Klaus Bergs participe au championnat européen.
En hommage à ce grand sportif qui a marqué les 24 Heures du Mans, la tribune 22 du circuit porte son nom.

## Résultats aux 24 Heures du Mans
Wollek est le deuxième pilote en nombre de participations aux 24 Heures, avec 30 réalisations, derrière Henri Pescarolo crédité de 33 participations
| Année | Voiture                 | Équipe                        | Équipiers                                 | Résultat    |
| ----- | ----------------------- | ----------------------------- | ----------------------------------------- | ----------- |
| 1968  | Alpine A210             | Trophée Le Mans               | Christian Ethuin                          | 11e         |
| 1969  | Alpine A210             | Automobiles Alpine            | Jean-Claude Killy                         | Abandon     |
| 1973  | Matra Simca MS670B      | Équipe Matra Simca            | Patrick Depailler                         | Abandon     |
| 1974  | Matra Simca MS670B      | Équipe Gitanes                | José Dolhem                               | Abandon     |
| 1975  | Porsche 911 Carrera RSR | Robert Buchet / Cyril Grandet | Cyril Grandet / Jacques Hoden             | Disqualifié |
| 1976  | Porsche 934             | Kremer Racing                 | Marie-Claude Charmasson / Didier Pironi   | 19e         |
| 1977  | Porsche 934             | Kremer Racing                 | Philippe Gurdjian / Jean-Pierre Wielemans | 7e          |
| 1978  | Porsche 936/78          | Martini Racing Porsche System | Jürgen Barth / Jacky Ickx                 | 2e          |
| 1979  | Porsche 936             | Essex Motorsport Porsche      | Hurley Haywood                            | Abandon     |
| 1980  | Porsche 935             | Gelo Racing Team              | Helmut Kelleners                          | Abandon     |
| 1981  | Porsche 917 K81         | Kremer Racing                 | Guy Chasseuil / Xavier Lapeyre            | Abandon     |
| 1982  | Porsche 956C            | Belga Team Joest Racing       | Jean-Michel Martin / Philippe Martin      | Abandon     |
| 1983  | Porsche 956             | Joest Racing                  | Stefan Johansson / Klaus Ludwig           | 6e          |
| 1984  | Lancia LC2-Ferrari      | Martini Lancia                | Alessandro Nannini                        | 8e          |
| 1985  | Lancia LC2-Ferrari      | Martini Lancia                | Lucio Cesario / Alessandro Nannini        | 6e          |
| 1986  | Porsche 962C            | Rothmans Porsche              | Jochen Mass / Vern Schuppan               | Abandon     |
| 1987  | Porsche 962C            | Rothmans Porsche              | Jochen Mass / Vern Schuppan               | Abandon     |
| 1988  | Porsche 962C            | Porsche AG                    | Vern Schuppan / Sarel van der Merwe       | Abandon     |
| 1989  | Porsche 962C            | Joest Racing                  | Hans-Joachim Stuck                        | 3e          |
| 1990  | Porsche 962C            | Joest Porsche Racing          | Stanley Dickens / John Winter             | 8e          |
| 1991  | Jaguar XJR-12           | Silk Cut Jaguar               | Kenny Acheson / Teo Fabi                  | 3e          |
| 1992  | Cougar C28LM-Porsche    | Courage Compétition           | Henri Pescarolo / Jean-Louis Ricci        | 6e          |
| 1993  | Porsche 962C            | Joest Porsche Racing          | Ronny Meixner / Henri Pescarolo           | 9e          |
| 1994  | Toyota 94C-V            | Nisso Trust Racing Team       | Steven Andskär / George Fouché            | 4e          |
| 1995  | Courage C34-Porsche     | Courage Compétition           | Mario Andretti / Éric Hélary              | 2e          |
| 1996  | Porsche 911 GT1         | Porsche AG                    | Thierry Boutsen / Hans-Joachim Stuck      | 2e          |
| 1997  | Porsche 911 GT1         | Porsche AG                    | Thierry Boutsen / Hans-Joachim Stuck      | Abandon     |
| 1998  | Porsche 911 GT1-98      | Porsche AG                    | Uwe Alzen / Jörg Müller                   | 2e          |
| 1999  | Porsche 911 GT3 R (996) | Champion Racing               | Bernd Mayländer / Dirk Müller             | 19e         |
| 2000  | Porsche 911 GT3 R (996) | Dick Barbour Racing           | Lucas Luhr / Dirk Müller                  | Disqualifié |

## Voir aussi

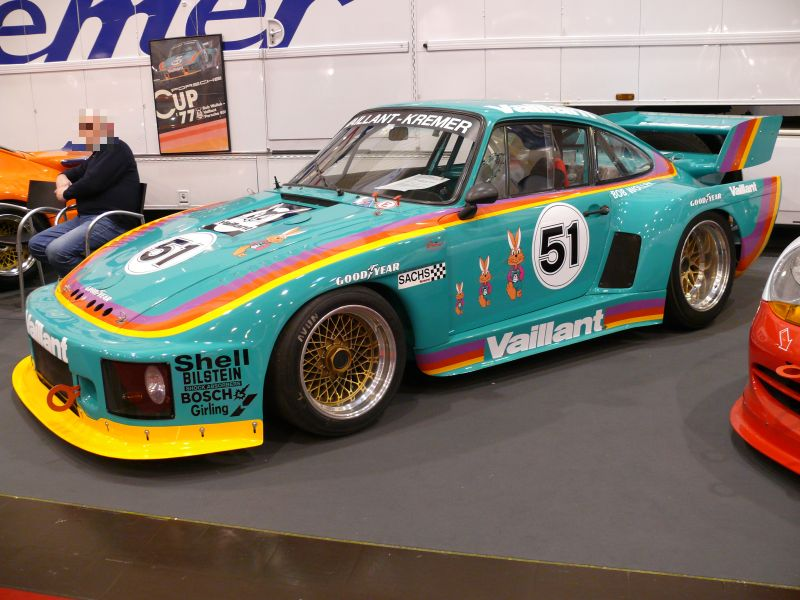
Même voiture en exposition.